# Кора, Кэт
Кэ́трин «Кэт» Ко́ра (англ. Catherine «Cat» Cora; 3 апреля 1967, Джэксон, Миссисипи, США) — американский предпринимательница, шеф-повар и телевизионная персона.

## Биография
Кэтрин Кора родилась 3 апреля 1967 года в Джэксоне (штат Миссисипи, США) в семье ресторатора греческого происхождения. Дед Кэтрин также был ресторатором. Кора выросла в греческой общине.

## Карьера
Кэт — шеф-повар и бизнесвумен-ресторатор. По словам Коры влияние на неё оказали Джулия Чайлд, Барбара Тропп, Эм Эф Кей Фишер и её бабушка Алма.

## Личная жизнь
Кэт — открытая лесбиянка.
В 2013—2015 годы Кэт была жената на Дженнифер Коре. У бывшей пары есть четыре сына: Зоран Кора (род. 2003), Кейдж Кора (род. в апреле 2007), Тэтчер Джулиус Кора (род. 04.04.2009) и Нэш Лемюэль Кора (род. 19.07.2009). Троих старших сыновей родила Дженнифер, а младшего Нэша — Кэт, через 3 месяца после рождения сына Тэтчера.
С 21 апреля 2018 года Кэт жената на продюсере Николь Эрлих, с которой она встречалась год до их свадьбы.